# Tim Wieskötter
Tim Wieskötter (Emsdetten, Renânia do Norte-Vestfália, 12 de março de 1979) é um canoísta alemão especialista em provas de velocidade.

## Carreira
Foi vencedor das medalhas de ouro, prata e bronze em K-2 500 m em Atenas 2004, Pequim 2008 e Sydney 2000 respetivamente junto com o seu colega de equipa Ronald Rauhe.